# Suzana Ćebić
Suzana Ćebić (Belgrado, 9 novembre 1984) è una pallavolista serba.
Gioca nel ruolo di libero nell'Alba-Blaj.

## Carriera
La carriera di Suzana Ćebić tra le file della Ženska Obdojkaški Klub Crnokosa Kosjerić. Nel 2005 viene ingaggiata dall'Odbojkaški klub Jedinstvo Užice, dove resta per tre stagioni, ma senza vincere alcun trofeo. Sempre nel 2005 viene conovocata per la prima volta in nazionale, con cui vince la medaglia di bronzo al campionato mondiale del 2006, occasione in cui viene premiata come miglior libero, e la medaglia d'argento al campionato europeo del 2007.
Nel 2008 viene ingaggiata in Spagna, dal Club Voleibol Tenerife, con cui vince la Supercoppa spagnola. Un anno dopo, va a giocare nel Clubul Sportiv Universitar Metal Galați, aggiudicandosi il campionato rumeno. Nel 2010 viene ingaggiata dal Verein für Bewegungsspiele 91 Suhl; con la nazionale, vince la medaglia d'oro alla European League, bissata anche l'anno successivo, seguita poi dal bronzo al World Grand Prix 2011 e all'European League 2012 e soprattutto dall'oro al campionato europeo 2011.
Nella stagione 2012-13 viene ingaggiata dal Rabitə Bakı Voleybol Klubu, nella Superliqa azera; tuttavia dopo pochi mesi lascia la squadra, restando senza club per il resto della stagione; con la nazionale vince la medaglia di bronzo al World Grand Prix 2013. La stagione successiva passa alla Lokomotiv Bakı Voleybol Klubu, altro club della massima serie azera.
Nella stagione 2014-15 difende i colori del Clubul Sportiv Municipal Târgoviște, nella Divizia A1 rumena; con la nazionale vince la medaglia d'argento alla Coppa del Mondo e quella di bronzo al campionato europeo. Passa poi, nella stagione seguente, al Beijing Qiche Nuzi Paiqiu Julebu, nella Volleyball League A cinese: conclusi gli impegni con il club orientale torna nuovamente nella squadra di Târgoviște, club con il quale conclude la stagione, aggiudicandosi la Coppa di Romania.
Nella stagione 2017-18 viene ingaggiata dal CSM Bucarest, con cui conquista lo scudetto e la coppa nazionale, mentre nella stagione successiva è all'Alba-Blaj, sempre nella massima divisione rumena.

## Palmarès

### Club
- Campionato rumeno: 2

2009-10, 2017-18
- Coppa di Romania: 2

2015-16, 2017-18
- Supercoppa spagnola: 1

2008

### Nazionale (competizioni minori)
- European League 2010
- European League 2011
- European League 2012

### Premi individuali
- 2006 - Campionato mondiale: Miglior libero
- 2011 - Campionato europeo: Miglior libero
- 2013 - Campionato europeo: Miglior ricevitrice